# Simmons Bedding Company
A Simmons é uma das três maiores fabricantes americanos de colchões , fundada em 1870 pela empresa americana Zalmon G. Simmons, cuja principal marca era Beautyrest.